# Carlos Quintero Arce
Carlos Quintero Arce (Etzatlán, Jalisco; 13 de febrero de 1920-Hermosillo, Sonora; 15 de febrero de 2016) fue sacerdote católico y arzobispo de la arquidiócesis de Hermosillo consagrado por el papa Juan Pablo II. Estuvo al frente de la iglesia de la capital de Sonora durante 28 años (1968-1996), siendo el décimo quinto obispo y segundo arzobispo de la sede de Sonora.  
Estaba considerado como uno de los obispos más longevos de México y el mundo. Actualmente calles y avenidas del estado de Sonora y Jalisco llevan su nombre.

## Reseña biográfica

### Infancia e inicios eclesiásticos
Carlos Quintero Arce nació un 13 de febrero de 1920 en la comunidad de Etzatlán, Jalisco.
De pequeño, inició sus estudios en el colegio Luis Silva, considerado hoy el más antiguo de Guadalajara.
Su primer encuentro con la iglesia fue en 1933 al ingresar al grupo de Infantes de Catedral. En donde se dice que, a la edad de 13 años, al dirigirse a cantar el credo en la Catedral Metropolitana de la capital de Jalisco; y tras conformar un coro con más de mil personas, al ver entrar a los sacerdotes, al arzobispo José Garibi Rivera y a los acólitos con sus vestimentas eclesiásticas entre otros detalles de la experiencia, fue tal su impacto, que es allí cuando decide convertirse en sacerdote.
Durante su infancia, Quintero aconteció la muerte de los clérigos por la persecución cristera y la clausura de seminarios e iglesias a causa de la Revolución mexicana. Ya de joven, conoció la represión franquista en los treinta, Hitler y la Segunda Guerra Mundial. Y, bajo ese contexto, se dedicó a misionar en distintas poblaciones a partir del primer tercio del siglo XX. Época en la que México sufría problemas sociales, políticos y económicos que sin avances tecnológicos bajo el mandato saliente de Lázaro Cárdenas y período presidencial de Manuel Ávila Camacho, agudizaban las tareas eclesiásticas.
El 8 de febrero de 1944 fue ordenado sacerdote en la Basílica de San Juan de Letrán en Roma.

### Vida y labor eclesiástica
En 1938, Enrique Mejía, unido a Carlos Quintero Arce y Enrique Salazar, con quienes mantenía una estrecha amistad, se propusieron trabajar para lograr la conformación del Instituto Mexicano de Misiones para el extranjero. Que, en 1941, cuando Enrique Mejía fue ordenado sacerdote, finalmente se consolidó como el Seminario Mexicano para las Misiones Extranjeras. Proyecto que culminaría en 1949.
En 1947, llegó a Totatiche, en Jalisco, donde fue nombrado vicario de la parroquia San Cristóbal Magallanes, que lleva su nombre en memoria al santo de los mártires de la persecución cristera. 
Posteriormente, Quintero Arce fue llamado para enseñar teología en distintos seminarios.
El 14 de mayo de 1961, es nombrado el primer Obispo de la diócesis de Ciudad Valles, ubicado en San Luis Potosí.
Llegó a la ciudad de Hermosillo el 17 de junio de 1966.
Un lustro más tarde, Carlos Quintero Arce fue consagrado Arzobispo, por el papa Pablo VI, quien además lo nombró coadjutor del arzobispo Juan Navarrete Guerrero, en la diócesis de Hermosillo.
En 1967, fue nombrado Presidente de la Comisión de Educación y Cultura de la Conferencia de Episcopado Mexicano y constituyó la organización filantrópica "Damas del Socorro A.C." que hasta hoy en día, dedica su labor a proporcionar medicamentos y consultas médicas a personas de escasos recursos.
El 18 de agosto de 1968, asumió el cargo de segundo arzobispo de Hermosillo.
De 1973 a 1979, presidió el Departamento de Educación en el estado de Sonora y en 1984 gracias a su iniciativa, se iniciaron los trámites para la canonización de su predecesor el arzobispo Juan Navarrete.
En octubre de 1986, constituye la Comisión Diocesana de Pastoral; al año siguiente, celebra el año Jubilar del Padre Eusebio Francisco Kino.
En 1988, celebró el Centenario de la Fundación del Seminario de Hermosillo y fundó el Instituto Bíblico Católico de Hermosillo. Para 1989, formó parte de la Comisión Episcopal de la Alta y Baja California que reúne a obispos de la frontera de Estados Unidos y México para el estudio y resolución de conflictos en común.
En 1990, acompañó al papa Juan Pablo II, durante su visita a México con quien tenía una relación cercana.
El 4 de julio de 1991 en una celebración eucarística dio oficialmente la bienvenida a los padres jesuitas que iniciaban su trabajo pastoral, donde también se conmemoraron los 25 años del personaje frente de la arquidiócesis de Hermosillo.
El arzobispo Quintero Arce también acompañó la tercera visita del máximo pontífice, en su viaje pastoral a Santo Domingo (9 al 14 de octubre). Que culminó con la celebración de los 500 años del inicio de la evangelización en América.
A fines de octubre de ese mismo año, el dirigente de la iglesia, dispuso que en todas la arquidiócesis se celebraran misas de acción de gracias por el 250 Aniversario de la fundación de Hermosillo.
El 22 de noviembre del 2000, por motivo de la fiesta de Cristo Rey, Quintero Arce, viajó nuevamente a Roma junto con cuarenta arzobispos y obispos; ciento veinte sacerdotes mexicanos y un nutrido grupo de sonorenses que motivados por el clérigo, fueron recibidos en audiencia especial por Juan Pablo II.
Después de 30 años de su llegada al estado de Sonora y de 28 años de servicio como Arzobispo de Hermosillo, finalmente, el 20 de agosto de 1996, contando con 75 años de edad, le fue aceptada su renuncia por el máximo pontífice. Quedando como el primer Arzobispo Emérito de Hermosillo.
En su lugar se nombró a Ulises Macías Salcedo, como actual arzobispo emérito.
A pesar de su retiro, Carlos Quintero siguió promoviendo la construcción de templos, entre ellos, el de la iglesia de San Carlos Borromeo. Quien siguió ejerciendo como ministro desde casa.
Desde que se ordenó sacerdote, Carlos Quintero Arce tuvo la oportunidad de conocer a siete Papas que en orden cronológico serían: Pío XI, Pío XII, Juan XXIII, Pablo VI, Juan Pablo I, Juan Pablo II y Benedicto XVI.
Finalmente, el Arzobispo Emérito de Hermosillo, Don Carlos Quintero Arce fallece el 15 de febrero de 2016 a los 96 años de edad por causas naturales.
Antes de morir era considerado uno de los obispos más longevos de México y el mundo.
Fue recordado y mencionado por el papa Francisco en la misa celebrada durante su visita a la ciudad de Morelia en Michoacán.

## Honores y reconocimientos
En 1999, el H. Ayuntamiento de Hermosillo presidido por el ingeniero Jorge Eduardo Valencia Juillerat, acordó conmemorar con el nombre del clérigo, una avenida de la ciudad de Hermosillo, que, con el paso de los años se ha convertido en una de las más importantes de la ciudad.
El 15 de mayo de 2011 el arzobispo emérito, fue honrado con la develación de un busto por sus 50 años de labor como obispo.